# Natasha Hastings
Natasha Monique Hastings (New York, 23 luglio 1986) è una velocista statunitense, specializzata nei 400 metri piani e campionessa olimpica e mondiale della staffetta 4×400 metri.

## Palmarès
| Anno | Manifestazione  | Sede           | Evento      | Risultato  | Prestazione | Note                                                       |
| ---- | --------------- | -------------- | ----------- | ---------- | ----------- | ---------------------------------------------------------- |
| 2003 | Mondiali U18    | Sherbrooke     | 400 m piani | Oro        | 53"41       |                                                            |
| 2003 | Mondiali U18    | Sherbrooke     | Staffetta   | Oro        | 2'03"87     | Miglior prestazione mondiale stagionale                    |
| 2004 | Mondiali U20    | Grosseto       | 400 m piani | Oro        | 52"04       |                                                            |
| 2004 | Mondiali U20    | Grosseto       | 4×400 m     | Oro        | 3'27"60     | Miglior prestazione mondiale under 20                      |
| 2007 | Mondiali        | Osaka          | 400 m piani | Semifinale | 51"45       |                                                            |
| 2007 | Mondiali        | Osaka          | 4×400 m     | Oro        | 3'18"55     | [ 1 ]                                                      |
| 2008 | Giochi olimpici | Pechino        | 4×400 m     | Oro        | 3'18"54     | [ 1 ]                                                      |
| 2009 | Mondiali        | Berlino        | 4×400 m     | Oro        | 3'17"83     | [ 1 ]                                                      |
| 2010 | Mondiali indoor | Doha           | 4×400 m     | Oro        | 3'27"34     | Miglior prestazione mondiale stagionale                    |
| 2011 | Mondiali        | Taegu          | 4×400 m     | Oro        | 3'18"09     | [ 1 ]                                                      |
| 2012 | Mondiali indoor | Istanbul       | 400 m piani | Bronzo     | 51"82       |                                                            |
| 2012 | Mondiali indoor | Istanbul       | 4×400 m     | Argento    | 3'28"79     | Miglior prestazione personale stagionale                   |
| 2013 | Mondiali        | Mosca          | 400 m piani | 4ª         | 50"30       |                                                            |
| 2013 | Mondiali        | Mosca          | 4×400 m     | Oro        | 3'20"41     | Miglior prestazione personale stagionale                   |
| 2014 | Mondiali indoor | Sopot          | 4×400 m     | Oro        | 3'24"83     | Record nazionale · Miglior prestazione mondiale stagionale |
| 2014 | World Relays    | Nassau         | 4×400 m     | Oro        | 3'21"73     | Record dei campionati                                      |
| 2015 | World Relays    | Nassau         | 4×400 m     | Oro        | 3'19"39     | Record dei campionati                                      |
| 2015 | Mondiali        | Pechino        | 400 m piani | Semifinale | 51"33       |                                                            |
| 2015 | Mondiali        | Pechino        | 4×400 m     | Argento    | 3'19"44     |                                                            |
| 2016 | Mondiali indoor | Portland       | 4×400 m     | Oro        | 3'26"38     | Miglior prestazione mondiale stagionale                    |
| 2016 | Giochi olimpici | Rio de Janeiro | 400 m piani | 4ª         | 50"34       |                                                            |
| 2016 | Giochi olimpici | Rio de Janeiro | 4×400 m     | Oro        | 3'19"06     | Miglior prestazione personale stagionale                   |
| 2017 | World Relays    | Nassau         | 4×400 m     | Oro        | 3'24"36     | Miglior prestazione mondiale stagionale                    |
| 2017 | Mondiali        | Londra         | 4×400 m     | Oro        | 3'19"02     | [ 1 ]                                                      |

## Campionati nazionali
- 1 volta campionessa nazionale dei 400 m piani (2013)
- 1 volta campionessa nazionale indoor dei 300 m piani (2015)
- 1 volta campionessa nazionale indoor dei 400 m piani (2011)